# Hoholete
Hoholete ist eine osttimoresische Aldeia im Suco Fatubossa (Verwaltungsamt Aileu, Gemeinde Aileu). 2015 lebten in der Aldeia 314 Menschen.

## Geographie und Einrichtungen
Hoholete liegt im Südosten des Sucos Fatubossa. Westlich liegen die Aldeias Caicasa und Coulau und östlich die Aldeia Liclaucana. Im Süden grenzt Hoholete an die Gemeinde Ainaro mit ihren Sucos Maubisse und Liurai (Verwaltungsamt Maubisse). Ein Nebenfluss des Daisoli folgt der Grenze zu Hoholete. Die Flüsse gehören zum System des Nördlichen Laclos.
Der Ort Hoholete, mit seinen weiträumig in kleinen Gruppen oder alleinstehend verteilten Gebäuden und der Grundschule Hoholete (portugiesisch Escola Básico Hoholete), liegt im Zentrum der Aldeia. Der kleine Weiler Urbuarema befindet sich östlich davon, der Weiler Iolau im Norden.

## Politik
2023 wurde Nesterio Mendonҫa zum Chefe de Aldeia gewählt.